# OSCAR 16
OSCAR 16 (auch AMSAT-OSCAR 16, AO-16, Microsat-1, PACSAT) ist ein US-amerikanischer Amateurfunksatellit.
Der würfelförmige 13 kg schwere Satellit wurde von Funkamateuren der AMSAT entwickelt und gebaut und am 22. Januar 1990 als Sekundärnutzlast zusammen mit dem Erdbeobachtungssatelliten SPOT 2 mit einer Ariane 4 vom Centre Spatial Guyanais in Kourou gestartet.
Der Satellit hat ein AX.25-BBS mit Uplinks im 2-Meter-Band und Downlinks im 70-Zentimeter-Band und 13-Zentimeter-Band. Die COSPAR-Bezeichnung von OSCAR 16 lautet 1990-005D.
Nach einem Hardwareausfall wurde der Satellit 2008 für Telefoniebetrieb konfiguriert (Uplink in FM, Downlink in DSB).